# Rudolf Aderhold
Eudolph Ferdinand Theodor Aderhold (1865 - 1907) foi um botânico alemão .